# 巴黎國際大學城

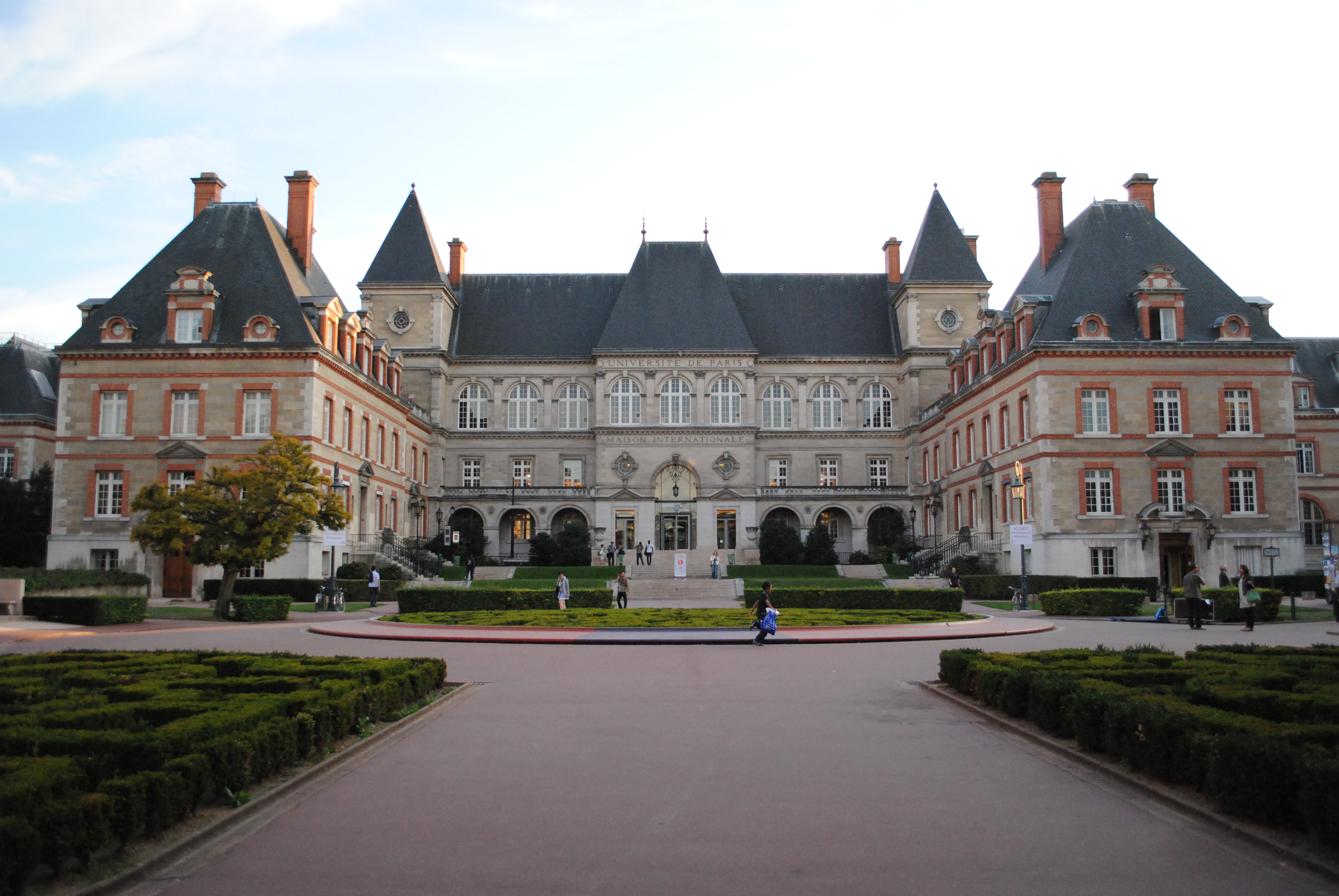

48°49′16″N 2°20′17″E / 48.82111°N 2.33806°E
巴黎國際大學城（法語：Cité Internationale Universitaire de Paris）是位於法國首都巴黎第14區南部的一個學生宿舍群，為法國政府為在法國的高等教育機構學習的留學生而修建，共有40座建築，約5500個床位。房租約為每月500至2,000歐元不等。除了外國人之外，也有一些法國人在此居住。

## 各国学生宿舍
世界上许多国家在大学城中为自己国家到巴黎留学的学生建立了学生宿舍。

Plan

### 中国之家
2016年宣布了包括300间住房的中国之家的建设计划，建筑师为张永和主持的非常建筑。

## 外部連結
- （法文） （英文） （西班牙文） Official site （页面存档备份，存于）
- Maison de l'Inde